# Sacred Seven
Sacred Seven (セイクリッドセブン Seikuriddo Sebun?) es una serie anime de ciencia ficción producida por Sunrise, bajo la dirección de Yoshimitsu Ohashi. A cargo del guion esta Shin Yoshida y los diseños mecánicos son de Ippei Gyobu. La serie se empezó a emitir en Japón a partir del 3 de julio de 2011 en MBS y fue retransmitida en TV Kanagawa, TV Aichi y Tokyo MX.

## Argumento
La historia transcurre en una ciudad ubicada dentro de la región de Kantou. Allí reside Tandouji Arma, quien vive una vida solitaria. Un día, aparece una chica llamada Ruri Aiba quien le pide ayuda, ya que el poder de los Sacred Seven reside dentro de Arma. Sin embargo, Arma le da la espalda. En el pasado, Arma había hecho daño a las personas con ese poder, desde ese momento, él había renunciado a usarlo. Pero cuando la tranquila ciudad es atacada por un monstruo, Arma decide utilizar el Sacred Seven. Sin embargo, sus poderes se vuelven incontrolables y la situación se vuelve aún más grave. En ese momento, Ruri viene en su ayuda, así luego de vencerlo, con unos nuevos poderes otorgados por Ruri, Arma comienza a utilizar estos para combatir a los Darkstones (Sacred Seven que han perdido el control), así como otros enemigos que irán apareciendo en su camino.

## Personajes

### Principales
Arma Tandouji (丹童子 アルマ Tandōji Aruma?)
Voz por: Takuma Terashima
El personaje principal de la historia. Nació con el poder del Sacred Seven debido a la exposición de su madre. Pocos años antes de la historia, perdió el control de sus poderes y daño a mucha gente. Es por ese incidente, por lo que vive solo. Arma sólo puede controlar sus verdaderos poderes, si Ruri inserta un Lightstone especial en él. En ese estado tiene acceso a todos los poderes del Sacred Seven (de ahí el significado Sacred Seven). Arma solía tener un cristal que pertenecía a su madre que se suponía que suprime sus poderes, pero se cayó al río, cuando alguien lo aventó, lo que causó el incidente. Él ha estado buscando desde entonces en el río dicha piedra, por lo cual desarrolló un hábito de mirar a las rocas del río.
Ruri Aiba (藍羽 ルリ Aiba Ruri?)
Voz por: Megumi Nakajima
Ruri es la hija de una familia multimillonaria que fue asesinada por un Darkstone. Ella creó la Fundación para combatir contra los Darkstones. Ella es una Lightstone que tiene la capacidad para convertir un cristal en un Lightstone e insertarla en Arma para que él pueda controlar sus verdaderos poderes. Ella fue nombrado presidente de la escuela de Arma (en gran medida en la que renovó la escuela) para mantenerse en contacto con Arma. Tiene una hermana gemela llamada Aoi (葵 Aoi?), quien también sobrevivió tras el ataque del Darkstone, pero se cristalizó.
Makoto Kagami (鏡 誠 Kagami Makoto?)
Voz por: Miyu Irino
El mayordomo personal de Ruri y comandante en jefe de la Fundación Aiba. A los 18 años, se graduó en Harvard y está inscrito en la escuela de Arma a su conveniencia. Fue nombrado presidente de la clase cuando se matriculó. Él posee sus propias armas mecánicas para luchar contra los Darkstones.
Knight Kijima (輝島 ナイト Kijima Naito?)
Voz por: Nobuhiko Okamoto
El principal enemigo de Arma. Él es como Arma, excepto porque abusa de su poder, lo que hace que su condición solo pueda ser tratada con una vacuna. Puede alterar los objetos alrededor de su entorno. Él realmente quiere ser libre, incluso si él tiene que luchar contra la Fundación AIBA. Él tiene un gran rencor en contra de su antiguo superior, Kenmi. Considera a Arma como una clase más alta que él. Su compañero, Fei (翡 Fei?), se ocupa de él.

### Otros
Doctor Kenmi (Yuki Kenmi) (研美 悠士 Kenmi Yuki?)
Voz por: Katsuyuki Konishi
Un científico que renunció a una organización privada que estudiaba los Sacred Seven. Él fue quien experimentó con Kijima y fue su antiguo superior. Él creó una manera de utilizar la energía de los Sacred Seven con un cristal artificial, sin embargo, sus poderes son limitados.

## Media

### Manga
Azuma Kyotaro se encargó de adaptar un manga de la serie de anime en la revista Monthly Shōnen Sirius de la editorial Kodansha desde septiembre de 2011.